# Parque Canino Pontenova
El parque canino Pontenova es un parque destinado al disfrute de los perros sueltos en Vigo, provincia de Pontevedra, Galicia, España.

## Historia
La ordenanza municipal para la protección y tenencia de animales indica en el artículo 11: con carácter general, en las vías públicas los animales deberán circular sujetos con correa o cadena con collar. El uso del bozal lo ordenará la autoridad municipal cuando las circunstancias lo aconsejen, y mientras duren estas. 2. La autoridad municipal fijará los horarios y espacios de esparcimiento para animales en los que podrán circular libremente y sueltos acompañados por su propietario o poseedor.
A principios de 2012, los dueños de perros de Vigo se vieron afectados por sanciones impuestas por las autoridades municipales, que ascendían a los 1500 euros por llevar a los perros sueltos en parques, playas y vías públicas. Como consecuencia, los propietarios organizaron movilizaciones para solicitar espacios y horarios a los que hace referencia la ordenanza municipal.
Tras varias movilizaciones, marchas y reuniones con Medio Ambiente, se consiguieron dos espacios destinados al disfrute de los perros, aunque insuficientes para satisfacer las necesidades de una ciudad como Vigo. Este parque fue inaugurado el 4 de agosto de 2012. 

## Ubicación

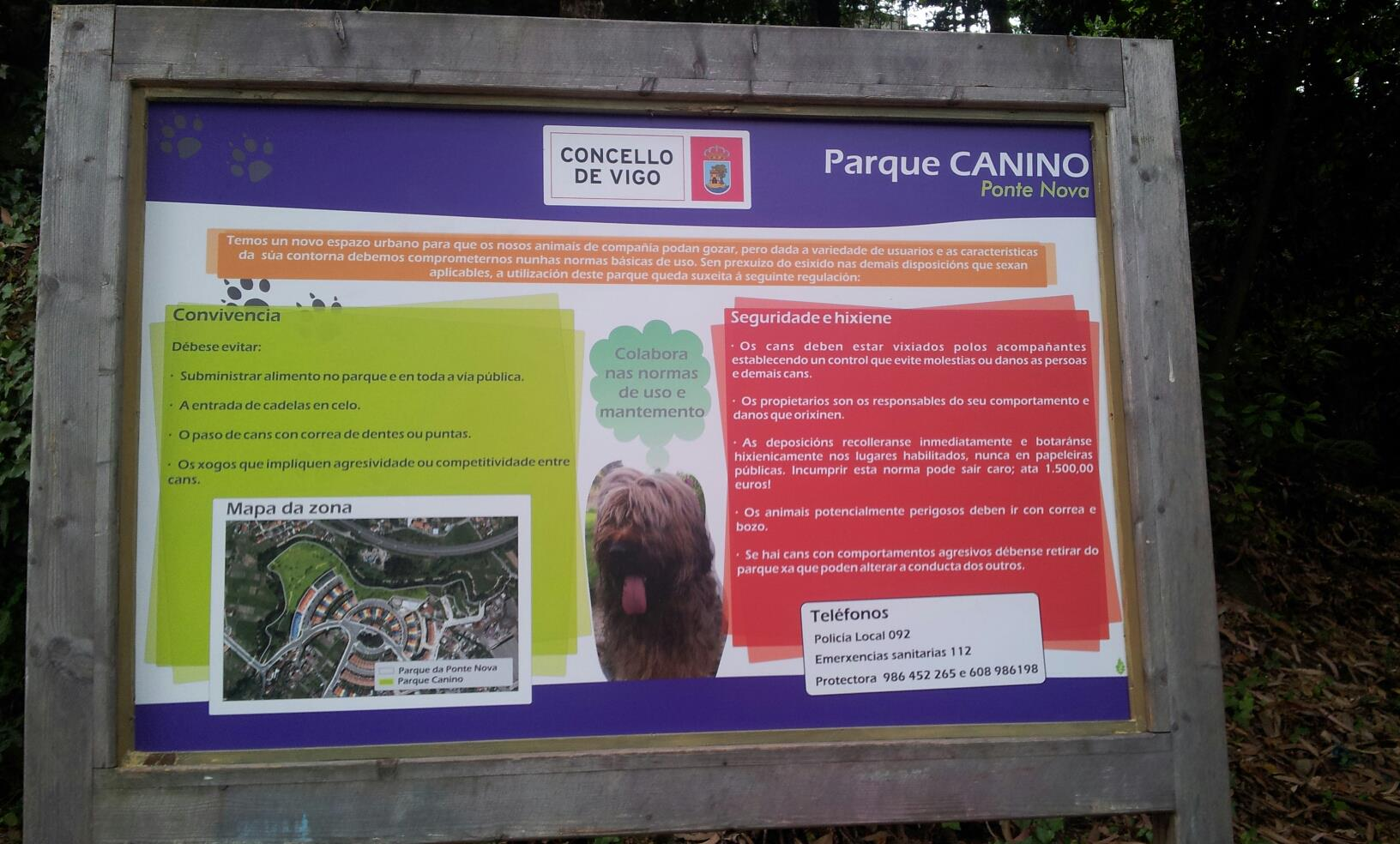
Nomativa del parque

Tiene un área de 12 000 m². Se encuentra ubicado en el paseo del Lagares, entre la subida a Pontenova y la antigua chatarrería, por debajo de la Urbanización Aires.

## Actividades
El día de la Inauguración del parque se realizó una prueba pionera en España, una veintena de perros recorrieron la ciudad hasta el parque subidos en el perrobús. Una iniciativa para solicitar que los perros puedan subir a los transportes públicos. De momento ha quedado solo en proyecto, pero ha sido una experiencia enriquecedora, tanto para dueños como para las mascotas.

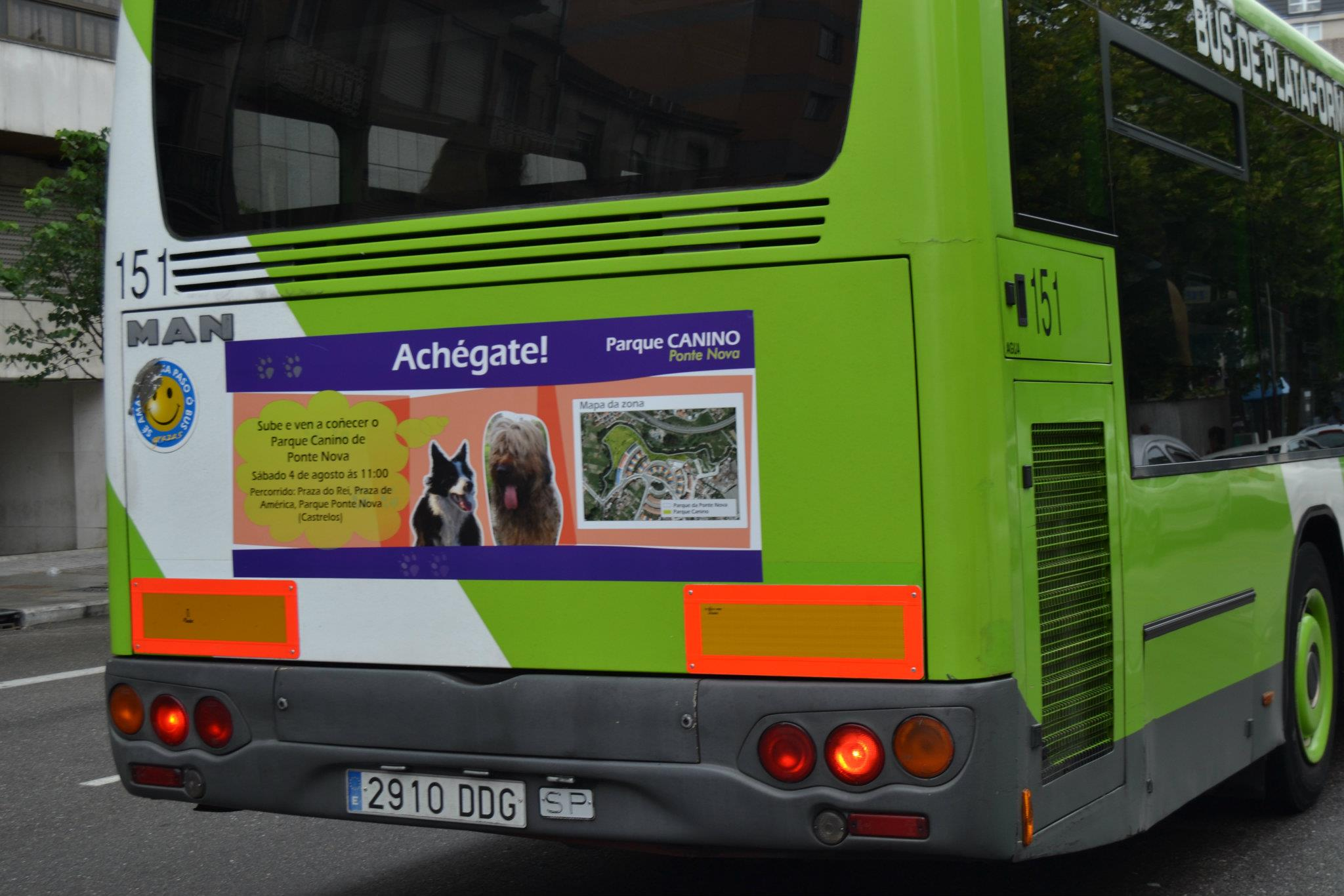
Perrobús de Vigo

Los perros además de poder correr a sus anchas libres, pueden disfrutar de baños en el río Lagares, que separa ambos senderos del paseo del Lagares. Cuenta con varios senderos para pasear con los perros. En horas puntas suelen juntarse un par de docenas de canes para disfrutar de juegos.